# Masao Azuma
Masao Azuma, född den 24 mars 1971 i Osaka, är en japansk före detta roadracingförare.

## Roadracingkarriär
Azuma var framgångsrik i 125GP mot slutet av 1990-talet, och vann bland annat fem racesegrar 1999 på sin väg emot tredjeplatsen i VM. Han körde enbart för Honda under karriären.

## Segrar 125GP
| Nummer | Grand Prix     | År   |
| ------ | -------------- | ---- |
| 1      | Australien     | 1998 |
| 2      | Malaysia       | 1999 |
| 3      | Japan          | 1999 |
| 4      | Spanien        | 1999 |
| 5      | Holland        | 1999 |
| 6      | Storbritannien | 1999 |
| 7      | Australien     | 2000 |
| 8      | Japan          | 2001 |
| 9      | Spanien        | 2001 |
| 10     | Brasilien      | 2002 |